# Vasilij Košečkin
Vasilij Vladimirovič Košečkin (in russo Василий Владимирович Кошечкин?; Togliatti, 27 marzo 1983) è un hockeista su ghiaccio russo.

## Palmarès

### Olimpiadi invernali
- 1 medaglia[1]:
  - 1 oro (Pyeongchang 2018)

### Mondiali
- 3 medaglie[2]:
  - 1 oro (Svizzera 2009)
  - 1 argento (Germania 2010)
  - 1 bronzo (Russia 2007)